# بيت مورغان
بيت مورغان (بالإنجليزية: Pete Morgan)‏ هو مقدم تلفزيوني وشاعر بريطاني، ولد في 7 يوليو 1939، وتوفي في 5 يوليو 2010.

## وصلات خارجية
- بيت مورغان على موقع ميوزك برينز (الإنجليزية)